# Yara Alhogbani
Yara Alhogbani (* 16. November 2004 in Ohio) ist eine saudi-arabische Tennisspielerin.

## Karriere
Alhogbani wurde in Ohio geboren und wuchs in Virginia auf. Sie spielt vorrangig Turniere auf der ITF Women’s World Tennis Tour.
Sie ist die erste professionelle saudi-arabische Tennisspielerin, die je ein Turnier gewann. 2022 gewann sie das J5 Isa Town in Bahrain, wo sie Tamara Ermakova im Finale besiegte.
Ende September 2022 trat sie bei den Asienspielen im Dameneinzel und Mixed mit ihrem Bruder Ammar an, verlor aber jeweils bereits in der ersten Runde.
Im Dezember 2022 startete sie an der Seite ihrer zwei Brüder Saud und Ammar Alhogbani bei einem von Saudi Aramco veranstalteten Schauturnier in Diriyah. Beim Diriyah Tennis Cup traten die besten Tennisspieler von Saudi-Arabien in zwei Gruppen in Schaukämpfen gegeneinander an. Dafür hatte man zwei bekannte Tennisstars als Teamkapitäne gewinnen können. Barbara Schett führte das Team Green mit Ammar Alhogbani, Yara Alhogbani, Stefanos Tsitsipas, Michael Mmoh und Spaaiki, einen Influencer, Mats Wilander führte im Team White Saud Alhogbani, Lara Bukhara als Finalistin der Saudi Games, Grigor Dimitrow, Stefan Bojic und Abdullah, einen weiteren Influencer.
Im Februar 2024 erhielt sie eine Wildcard für die Qualifikation zum Hauptfeld im Dameneinzel der Mubadala Abu Dhabi Open, ihrem ersten Turnier der WTA Tour.